# قلعه سنه‌دژ
تپه قلعه سنه دژ مربوط به دوره صفوی است این قلعه توسط سلیمان خان اردلان ساخته شده و در سنندج، خیابان امام خمینی، بافت قدیم شهر (باشگاه افسران سابق) واقع شده و این اثر در تاریخ ۱۳۸۴/۰۵/۱۹ با شمارهٔ ثبت ۱۲۷۹۰ به‌عنوان یکی از آثار ملی ایران به ثبت رسیده است.